# Simara Gyula
Simara Gyula (horvátul: Đuso Šimara-Pužarov) (Felsőszentmárton, 1949. május 8. – Siklós, 1994. június 4.) magyarországi horvát költő.

## Élete
Szülőfalujában végezte az általános iskolát, majd a sellyei gimnáziumban tanult, 1968-ban tett érettségi vizsgát. Egy gyermekkori betegsége miatt élete végig rokkant maradt. Tanulmányai befejeztével Pécsen helyezkedett el egy építőipari cégnél. Az írás mellett festéssel is foglalkozott, képeit a rokonoknak és a barátoknak ajándékozta. Sírja Felsőszentmártonban található, szüleivel együtt nyugszik. Szobra Felsőszentmártonban, a Csendes utca és Kossuth Lajos utca elágazásánál áll.
Sanja Vulić akadémikus foglalkozott az ő munkásságával.

## Kötetei
- Stojim pred vama (1989)
- Djeci, a ne samo… (1991)
- Još uvijek snivam (válogatott versek, 2001)

## Külső hivatkozások
- Oktatási és Kulturális Minisztérium Archiválva 2010. június 1-i dátummal a Wayback Machine-ben
- Hrvatski glasnik br.43/2005.
- Nemzetiségek.hu - Barátság folyóirat honlapja
- Hrvatska znanstvena bibliografija